# Доленє Лаковниці
Доленє Лаковниці (словен. Dolenje Lakovnice) — поселення в общині Ново Место, регіон Південно-Східна Словенія, Словенія. Висота над рівнем моря: 263,4 м.